# 1. deild kvenna 1972
La 1. deild kvenna 1972 (islandese: 1ª divisione femminile), è stata la 1ª edizione della massima divisione del campionato islandese femminile di calcio.

## Stagione

### Formula
Le squadre sono state divise in due gironi di sola andata. Alla finale, disputata in campo neutro, sono state ammesse solo le vincenti di ogni girone.
In caso di pari punti veniva giocata una gara di spareggio, e per quelle non ammesse alla finale in caso di pari punti venivano classificate con la migliore differenza reti.

## Girone A

### Classifica finale
|  | Pos. | Squadra          | Pt | G | V | N | P | GF | GS | DR |
|  | ---- | ---------------- | -- | - | - | - | - | -- | -- | -- |
|  | 1.   | FH Hafnarfjarðar | 5  | 3 | 2 | 1 | 0 | 10 | 1  | +9 |
|  | 2.   | Fram Reykjavík   | 4  | 3 | 1 | 2 | 0 | 6  | 5  | +1 |
|  | 3.   | Breiðablik       | 2  | 3 | 1 | 0 | 2 | 4  | 5  | -1 |
|  | 4.   | Þróttur          | 1  | 3 | 0 | 1 | 2 | 3  | 12 | -9 |

Legenda:
      Ammessa al girone di finale.
Note:
Due punti a vittoria, uno a pareggio, zero a sconfitta.
A parità di punti squadre classificate con la differenza reti.
Spareggio in caso di pari punti in zona promozione e retrocessione.

## Girone B

### Classifica finale
|  | Pos. | Squadra   | Pt | G | V | N | P | GF | GS | DR  |
|  | ---- | --------- | -- | - | - | - | - | -- | -- | --- |
|  | 1.   | Ármann    | 6  | 3 | 3 | 0 | 0 | 20 | 1  | +19 |
|  | 2.   | Grindavík | 4  | 3 | 2 | 0 | 1 | 7  | 8  | -1  |
|  | 3.   | Haukar    | 2  | 3 | 1 | 0 | 2 | 1  | 8  | -7  |
|  | 4.   | Keflavík  | 0  | 3 | 0 | 0 | 3 | 0  | 11 | -11 |

Legenda:
      Ammessa al girone di finale.
Note:
Due punti a vittoria, uno a pareggio, zero a sconfitta.

## Finale
|                  | Risultati |        | Luogo e data         |
| ---------------- | --------- | ------ | -------------------- |
| FH Hafnarfjörður | 2-0       | Ármann | ?, 24 settembre 1972 |
|                  |           |        |                      |